# Huhtatjuolmajåkka
De Huhtatjuolmajåkka (Huhtacuolmmajohka) is een bergbeek die stroomt binnen de Zweedse gemeente Kiruna. De rivier stroomt zuidwaarts en levert haar water in bij de Vuomajåkka. Ze is ongeveer 6 kilometer lang.
Afwatering: Huhtatjuolmajåkka → Vuomajåkka → Pulsurivier → Lainiorivier → Torne → Botnische Golf